# Механізовані війська України
Механізо́вані війська́ — рід військ, який складає основу Сухопутних військ України. Підрозділи механізованих військ виконують завдання щодо утримання зайнятих районів, рубежів і позицій, відбиття ударів противника, прориву оборони противника, розгрому його військ, захоплення важливих районів, рубежів і об'єктів, діють у складі морських та повітряних десантів. Механізовані з'єднання поряд з танковими використовуються для введення в прорив і розвитку успіху на велику глибину, для оточення і розгрому противника, переслідування та виконання інших завдань.

## Історія
Від 2004 року в складі збройних сил на базі механізованих було сформовано спеціалізовані підрозділи для дій в гірській місцевості.
З 2014 року у складі механізованих військ України вперше з'явилися мотопіхотні батальйони та бригади. Від механізованих формувань вони відрізняються меншою кількістю бронетехніки (основу парку складає автотехніка), відсутністю самохідної артилерії та відповідно штатною структурою.
Від 2019 року було створено першу єгерську бригаду, спеціалізовану на веденні бойових дій у лісистій та болотистій місцевості.
Станом на 2017 рік, у механізованих військах України нараховується 22 бригади.
Станом на лютий 2023 року відомо з відкритих джерел, що у механізованих військах (механізовані, мотопіхотні, єгерські, кадровані та піхотні частини) нараховується 33 бригади, в тому числі 2 кадрові. Існує також 3 полки, в тому числі 2 навчальних та 1 штурмовий.

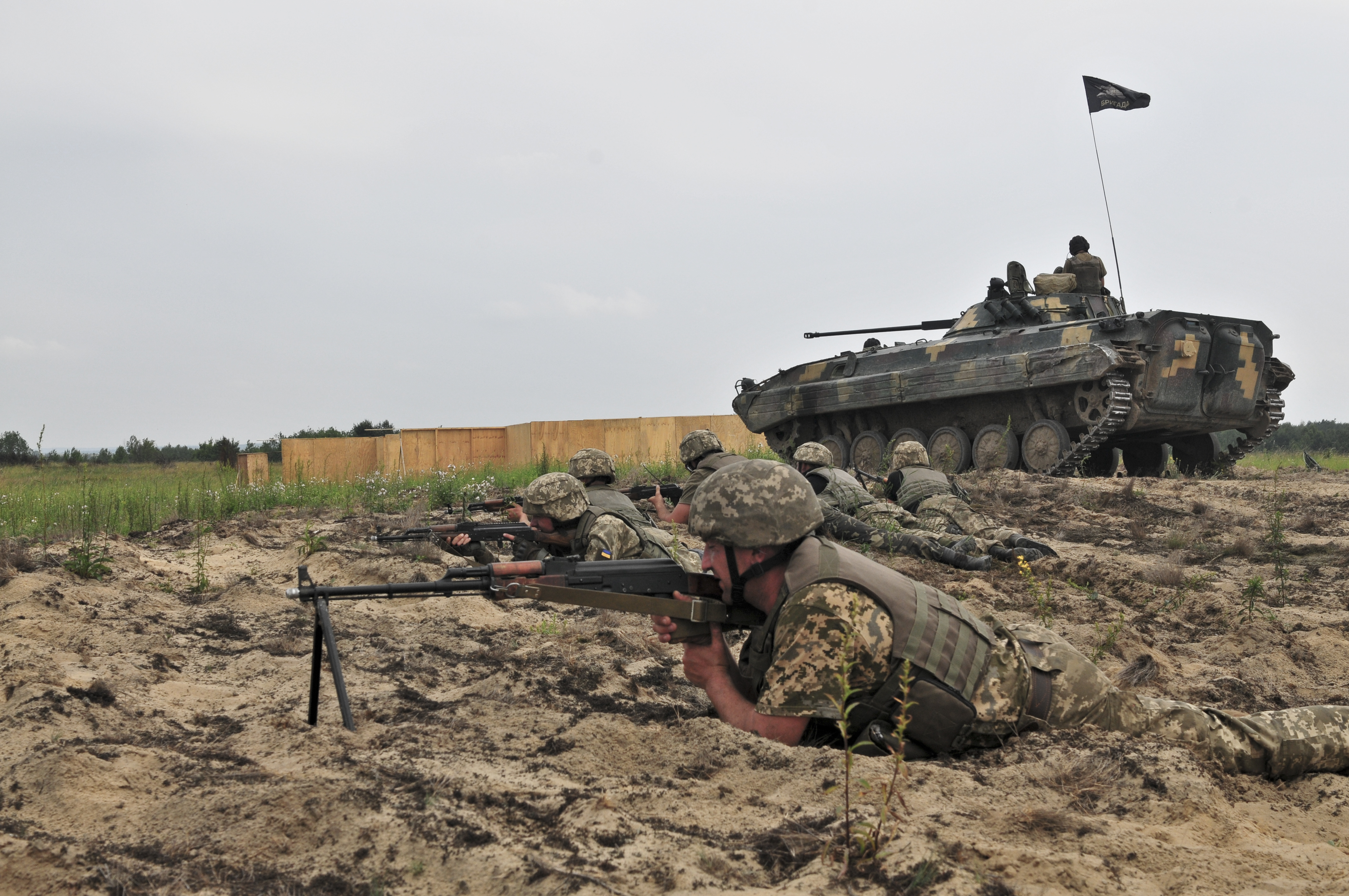
Тренування підрозділу механізованих військ у Яворові, JMTG-U.

## Структура

### Поточна

#### Корпуси
- 3-й армійський корпус[1]
- 9-й армійський корпус
- 10-й армійський корпус
- 11-й армійський корпус
- 12-й армійський корпус
- 16-й армійський корпус
- 17-й армійський корпус
- 18-й армійський корпус
- 19-й армійський корпус
- 20-й армійський корпус
- 21-й армійський корпус

#### Бригади
- 1-ша окрема важка механізована бригада
- 3-тя окрема важка механізована бригада
- 3-тя окрема штурмова бригада
- 5-та окрема штурмова Київська бригада
- 5-та окрема важка механізована бригада[2][3]
- 13-та окрема єгерська бригада
- 14-та окрема механізована бригада імені князя Романа Великого
- 17-та окрема важка механізована бригада
- 21-ша окрема механізована бригада
- 22-га окрема механізована бригада (ІІ)
- 23-тя окрема механізована бригада
- 24-та окрема механізована бригада імені короля Данила
- 28-ма окрема механізована бригада імені Лицарів Зимового Походу
- 30-та окрема механізована бригада імені князя Костянтина Острозького
- 31-ша окрема механізована бригада імені генерал-хорунжого Леоніда Ступницького
- 32-га окрема механізована Сталева бригада
- 33-тя окрема механізована бригада (ІІ)
- 41-ша окрема механізована бригада
- 42-га окрема механізована бригада
- 43-тя окрема механізована бригада
- 44-та окрема механізована бригада
- 47-ма окрема механізована бригада
- 53-тя окрема механізована бригада імені князя Володимира Мономаха
- 54-та окрема механізована бригада імені гетьмана Івана Мазепи
- 56-та окрема мотопіхотна Маріупольська бригада
- 57-ма окрема мотопіхотна бригада імені кошового отамана Костя Гордієнка
- 58-ма окрема мотопіхотна бригада імені гетьмана Івана Виговського
- 60-та окрема механізована Інгулецька бригада
- 61-ша окрема механізована Степова бригада
- 63-тя окрема механізована бригада[4][5]
- 65-та окрема механізована бригада «Великий луг»
- 66-та окрема механізована бригада імені князя Мстислава Хороброго[6]
- 67-ма окрема механізована бригада
- 68-ма окрема єгерська бригада імені Олекси Довбуша
- 72-га окрема механізована бригада імені Чорних Запорожців
- 88-ма окрема механізована бригада
- 92-га окрема штурмова бригада імені кошового отамана Івана Сірка
- 93-тя окрема механізована бригада «Холодний Яр»
- 100-та окрема механізована бригада
- 110-та окрема механізована бригада імені генерала-хорунжого Марка Безручка
- 115-та окрема механізована бригада
- 116-та окрема механізована бригада
- 117-та окрема важка механізована бригада
- 118-та окрема механізована бригада[7]
- 125-та окрема важка механізована бригада
- 128-ма окрема важка механізована бригада
- 129-та окрема важка механізована бригада
- 141-ша окрема механізована бригада
- 142-га окрема механізована бригада
- 143-тя окрема механізована бригада
- 144-та окрема механізована бригада[8]
- 150-та окрема механізована бригада
- 151-ша окрема механізована бригада
- 152-га окрема єгерська бригада
- 153-тя окрема механізована бригада
- 154-та окрема механізована бригада
- 155-та окрема механізована бригада імені Анни Київської[9][10]
- 156-ма окрема механізована бригада
- 157-ма окрема механізована бригада
- 158-ма окрема механізована бригада
- 159-та окрема механізована бригада[11]
- 160-та окрема механізована бригада
- 162-га окрема механізована бригада[12]

#### Кадровані бригади
- 11-та окрема мотопіхотна бригада

#### Навчальні полки
- 354-й навчальний механізований полк
- 355-й навчальний механізований полк

#### Окремі батальйони
- 2-й окремий стрілецький батальйон імені Тараса Бобанича «Хаммера»
- 3-й окремий механізований батальйон
- 4-й окремий стрілецький батальйон
- 6-й окремий стрілецький батальйон
- 9-й окремий мотопіхотний батальйон
- 10-й окремий мотопіхотний батальйон
- 10-й окремий стрілецький батальйон
- 11-й окремий мотопіхотний батальйон
- 12-й окремий стрілецький батальйон[13]
- 13-й окремий мотопіхотний батальйон
- 13-й окремий стрілецький батальйон[14]
- 14-й окремий стрілецький батальйон
- 15-й окремий мотопіхотний батальйон
- 16-й окремий мотопіхотний батальйон
- 16-й окремий стрілецький батальйон[15][16]
- 17-й окремий мотопіхотний батальйон
- 19-й окремий стрілецький батальйон
- 21-й окремий мотопіхотний батальйон
- 21-й окремий батальйон спеціального призначення[17]
- 22-й окремий мотопіхотний батальйон
- 23-й окремий мотопіхотний батальйон
- 23-й окремий стрілецький батальйон
- 24-й окремий штурмовий батальйон «Айдар»
- 25-й окремий мотопіхотний батальйон «Київська Русь»
- 25-й окремий штурмовий батальйон
- 26-й окремий стрілецький батальйон
- 34-й окремий мотопіхотний батальйон
- 35-й окремий стрілецький батальйон[18]
- 36-й окремий стрілецький батальйон
- 37-й окремий мотопіхотний батальйон
- 42-й окремий мотопіхотний батальйон
- 45-й окремий стрілецький батальйон
- 46-й окремий стрілецький батальйон[19]
- 48-й окремий стрілецький батальйон[20]
- 48-й окремий штурмовий батальйон
- 49-й окремий штурмовий батальйон Карпатська Січ
- 50-й окремий стрілецький батальйон[21]
- 52-й окремий стрілецький батальйон[22][23]
- 68-й окремий стрілецький батальйон[24]
- 69-й окремий стрілецький батальйон
- 70-й окремий стрілецький батальйон[25]
- 214-й окремий штурмовий батальйон OPFOR

#### Батальйони 2023
- 97-й окремий механізований батальйон
- 401-й окремий стрілецький батальйон[26][27]
- 402-й окремий стрілецький батальйон[28]
- 415-й окремий стрілецький батальйон
- 416-й окремий стрілецький батальйон
- 419-й окремий стрілецький батальйон[29]

#### Батальйони 2024
- 108-й окремий механізований батальйон

#### Батальйони 2025
- 475-й окремий штурмовий батальйон «CODE 9.2»[30]

#### Батальйони у інших родах військ
- 5 лінійних батальйонів, по одному у: 1 ОТБр, 3 ОТБр, 4 ОТБр, 5 ОТБр, 17 ОТБр
- Лінійний мотопіхотний батальйон у 128 ОГШБр
- 2-й окремий стрілецький батальйон[31] у 17 ОТБр

### Війська територіальної оборони
Починаючи з 2018 року розпочався процес формування на базі загонів оборони бригад територіальної оборони за принципом однієї бригади на область. Було сформовано 30 бригад.

## Розформовані частини
1992
- 110-й гвардійський окружний навчальний центр
- 150-й гвардійський окружний навчальний центр, Миколаїв

1995
- 60-й окремий спеціальний батальйон (колишня Югославія)

1998
- 64-та окрема спеціальна механізована рота (Хорватія)

1999
- 240-й окремий спеціальний батальйон (колишня Югославія / Боснія і Герцеговина)

2000
- 37-ма окрема спеціальна рота (Косово)

2002
- 25-та механізована дивізія, Лубни

2003
- 22-га окрема механізована бригада, Чернівецька область[32]
- 161-ша окрема механізована бригада, в/ч А2075, м. Ізяслав Хмельницької області[33]
- 7-й механізований полк, в/ч (16450)[34] Львів (24 МД)
- 310-й механізований полк, в/ч А1625 (в/ч 32558)[35] Рава-Руська (24 МД)[36][37]
- 315-й гвардійський механізований ордена Богдана Хмельницького полк,[38] (в/ч А1034)[39] Берегове[40] (128 МД)[41]

2004
- 5-та окрема механізована бригада (Ірак)[33]
  - 51-й окремий механізований батальйон (Ірак)
  - 52-й окремий механізований батальйон (Ірак)
  - 19-й окремий спеціальний батальйон
- 6-та окрема механізована бригада (Ірак)[33]
  - 61-й окремий механізований батальйон (Ірак)
  - 62-й окремий механізований батальйон (Ірак)
  - 63-й окремий механізований батальйон (Ірак)
- 71-й окремий механізований батальйон (Ірак)
- 15-та окрема механізована бригада, в/ч А0610, м. Хмельницький[33]
- 27-ма окрема механізована бригада, в/ч А0664, м. Білгород-Дністровський Одеської області[33]
- 52-га окрема механізована бригада, в/ч А0621, м. Артемівськ Донецької області[33]
- 62-га окрема механізована бригада, в/ч А0600, м. Бердичів Житомирської області[33]
- 97-ма окрема механізована бригада, в/ч А1766, м. Славута Хмельницької області[33]
- 128-ма механізована дивізія
- 327-й гвардійський механізований полк

2005
- 7-ма окрема механізована бригада (Ірак)
  - 72-й окремий механізований батальйон (Ірак)
  - 73-й окремий механізований батальйон (Ірак)
- 127-ма окрема механізована бригада, в/ч А0289, м. Феодосія АР Крим[33]
- 81-ша тактична група (Ірак)

2006
- 16-та окрема механізована бригада, в/ч А1533, м. Болград Одеської області[33]

2008
- 84-та окрема механізована бригада, в/ч А0279, с. Перевальне АР Крим[33]

2012
- 21-й окремий гвардійський механізований Речицький Червонопрапорний орденів Суворова і Богдана Хмельницького батальйон (в/ч А1673, Закарпатська область, м. Мукачево).[a]
- 12-та окрема механізована бригада, в/ч А2613, м. Болград Одеської області[33]

2013
- 300-й окремий механізований полк, в/ч А0264, м. Чернівці[33]

2014
- 51-ша окрема механізована бригада, в/ч А2331, м. Володимир Волинської області[33]

2015
- 5-й окремий батальйон Прикарпаття
- 40-й окремий мотопіхотний батальйон Кривбас

2016
- 6-й окремий мотопіхотний батальйон
- 7-й окремий мотопіхотний батальйон
- 14-й окремий мотопіхотний батальйон
- 19-й окремий мотопіхотний батальйон
- 39-й окремий мотопіхотний батальйон
- 41-й окремий мотопіхотний батальйон
- 45-й окремий мотопіхотний батальйон

2017
- 11-та окрема мотопіхотна бригада — брав участь разом з іншими підрозділами та формуваннями з особовим складом оперативного резерву першої черги у тактичних навчаннях з бойовою стрільбою на полігоні оперативного командування «Північ», під час яких відпрацювали відбиття атаки противника, ведення наступу, форсування водної перешкоди, захоплення вигідного рубежу та знищення незаконних збройних формувань[42]

62-га окрема механізована бригада
2018
- 1-й окремий мотопіхотний батальйон[43]
- 4-й окремий мотопіхотний батальйон
- 12-й окремий мотопіхотний батальйон
- 15-та окрема механізована бригада
- 43-й окремий мотопіхотний батальйон «Патріот»[44]

2022
- 46-й окремий штурмовий батальйон «Донбас»

2023
- 10-й окремий стрілецький батальйон
- 23-й окремий стрілецький батальйон[45]

2024
- Окремий батальйон спеціального призначення «Дике поле»

## Озброєння
На озброєнні бригад та полків механізованих військ України перебувають:
- танки Т-64Б, Т-64БВ
- бронетранспортери БТР-60, БТР-70, БТР-80, БТР-4
- бойові машини піхоти БМП-1, БМП-1У, БМП-2, БМП-3
- бойові розвідувальні машини та бойові розвідувально-дозорні машини БРМ-1, БРДМ-2
- САУ, БМ-21, 100 мм МТ-12, ПТРК, ЗРК, ПЗРК i ЗПРК.
- Мотопіхотні бригади від механізованих відрізняються штатною структурою та меншою кількістю бронетехніки, відсутністю самохідної артилерії. Основу транспортного парку складають автомобілі.

## Традиції

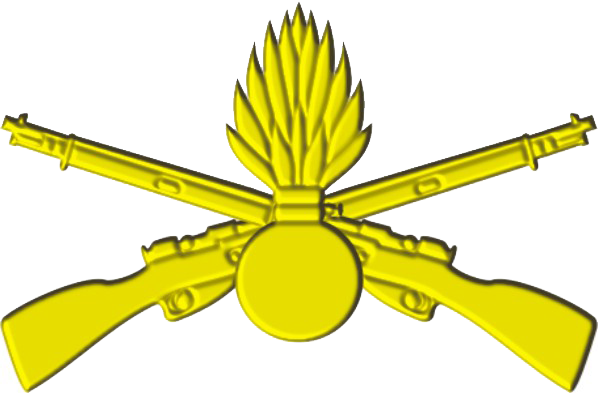
Емблема у 2007—2016 роках

19 квітня 2019 року було започатковано День піхоти, який відзначатиметься 6 травня. Запровадження свята відбулося відповідно до указу президента України Петра Порошенка, з метою вшанування мужності та героїзму воїнів механізованих, мотопіхотних, гірсько-штурмових військових частин і підрозділів Сухопутних військ Збройних Сил України, виявлених у боротьбі за свободу, незалежність та територіальну цілісність України, а також започаткування сучасних військових традицій.

## Галерея

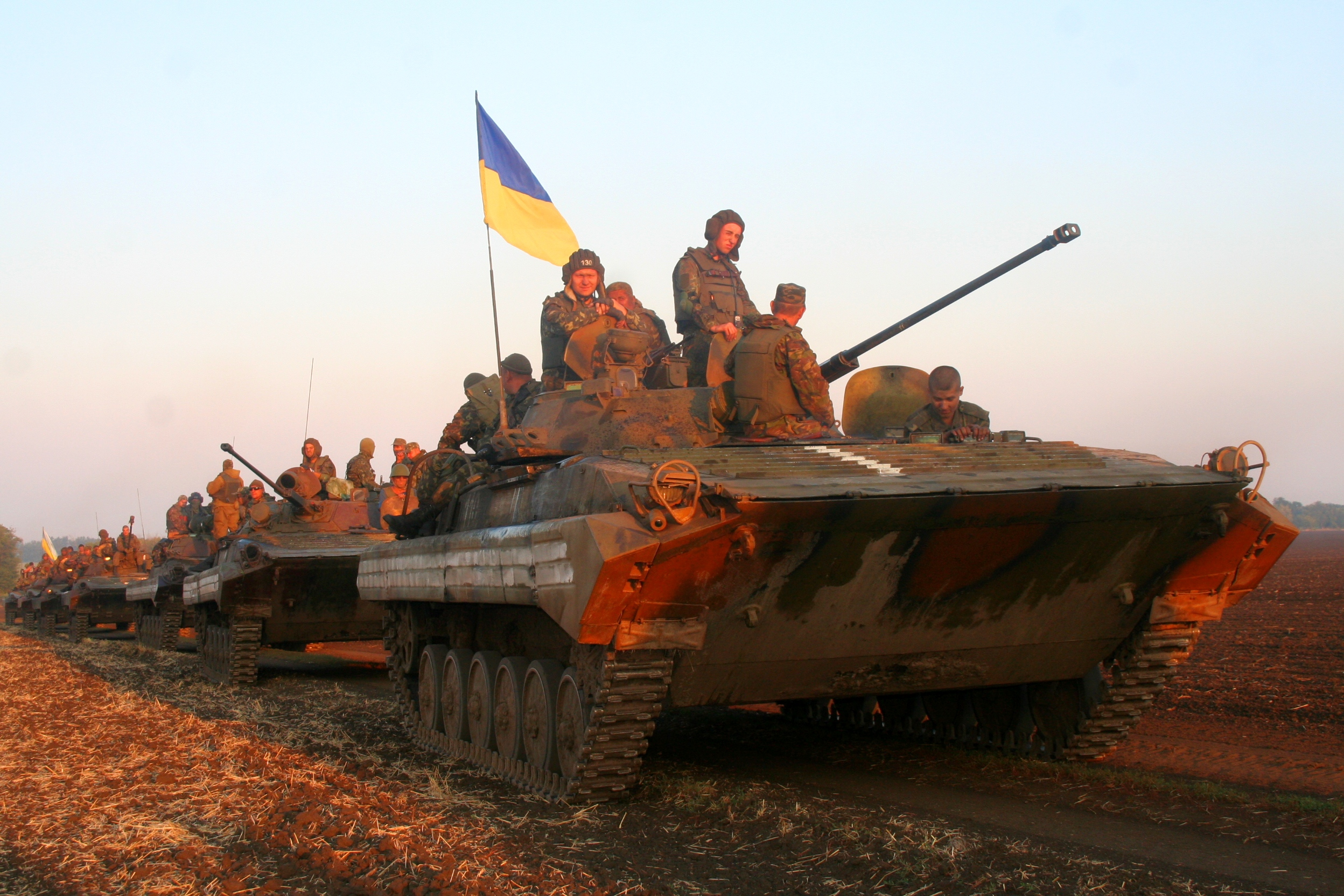
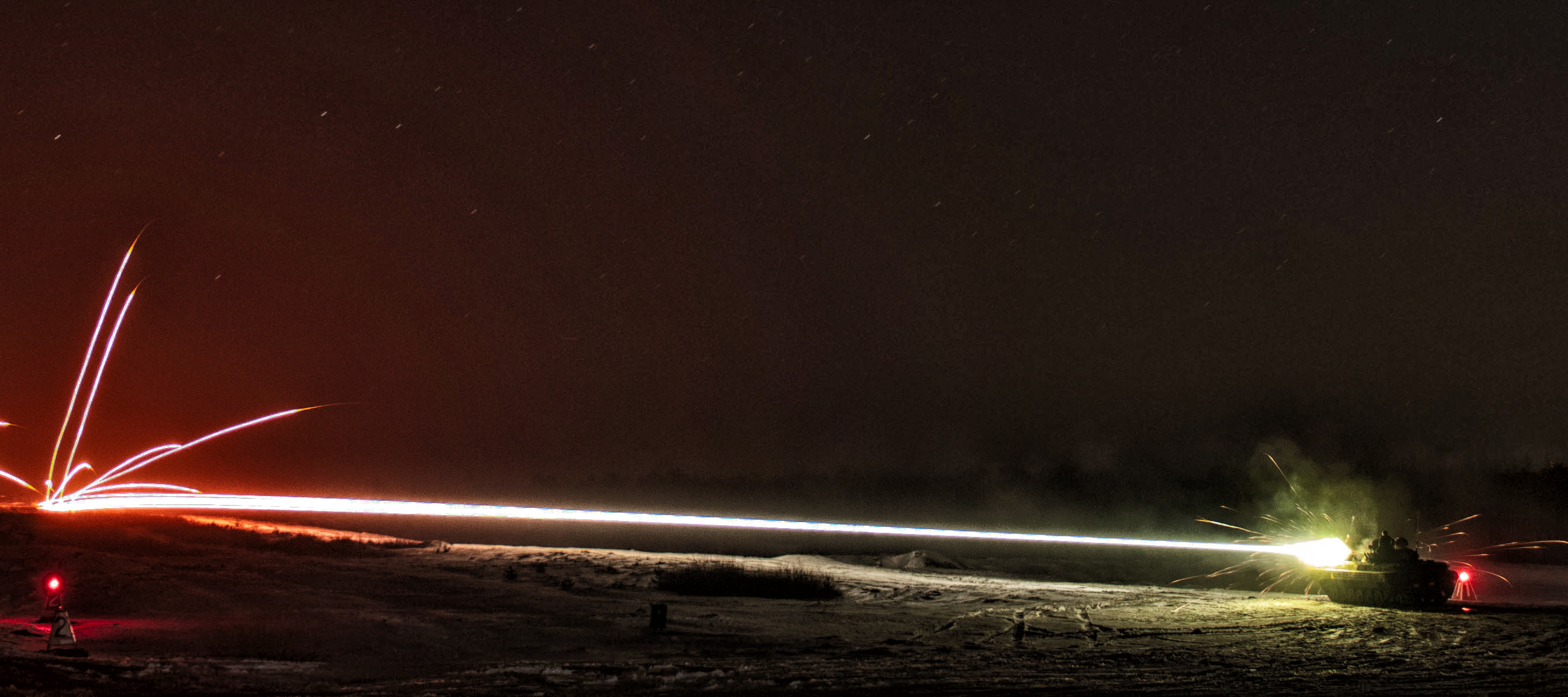
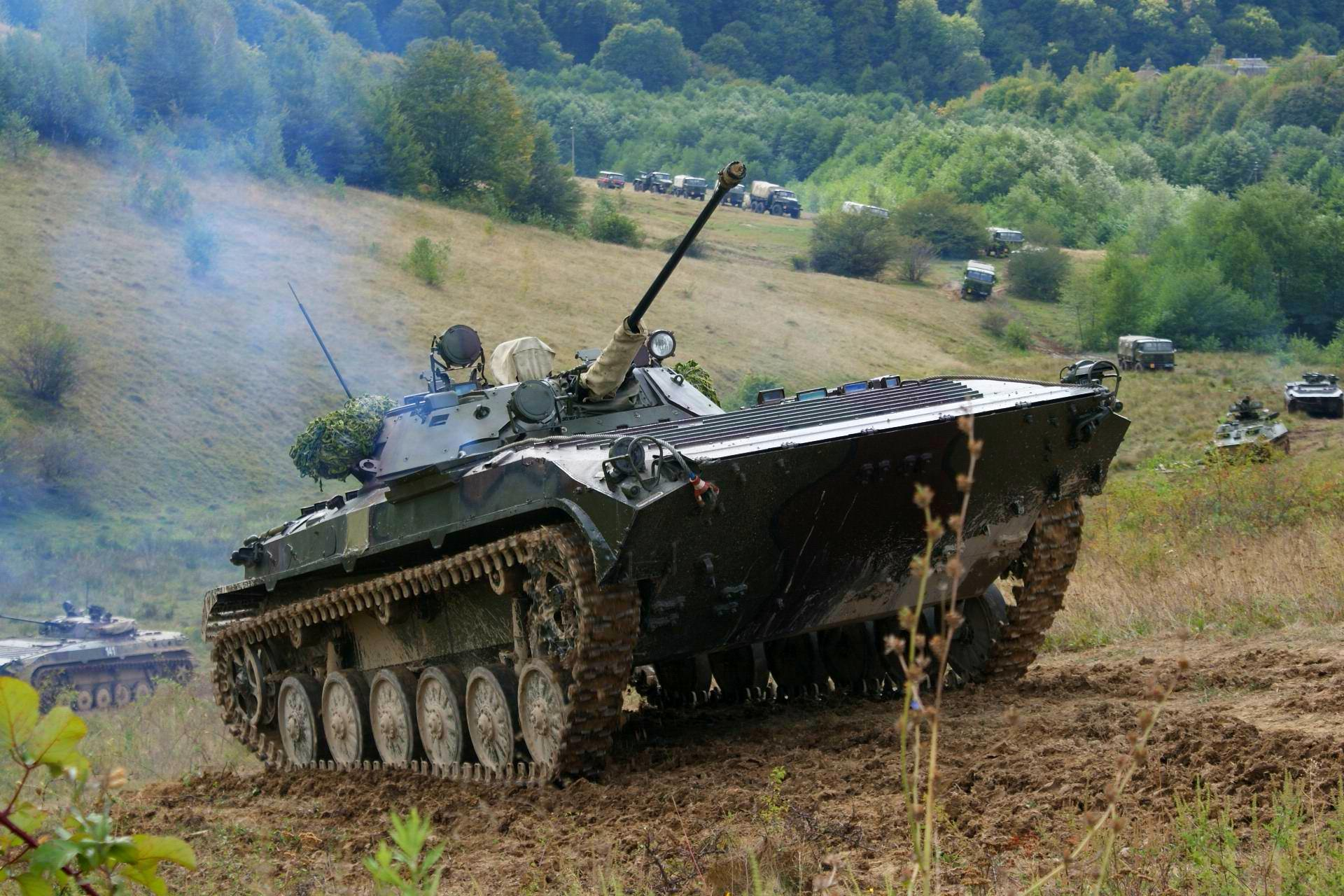
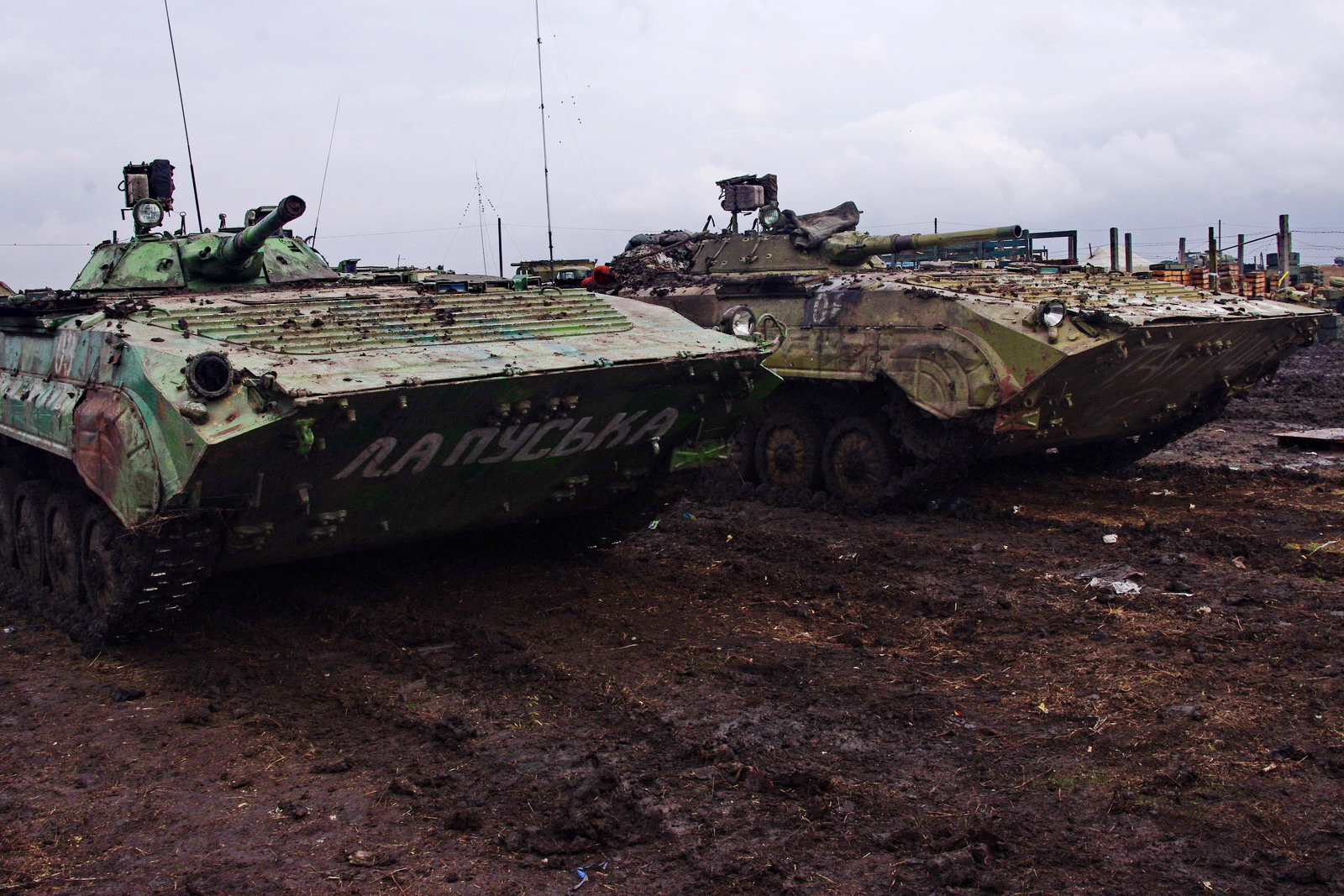

## Зауваження
1. ↑  На виконання вимог Директиви Міністра оборони України від 23.04.2012 року № Д-322/1/5дск військова частина А1673 підлягає розформуванню (ліквідації в повному обсязі) 31.12.2012 року правонаступником якої є військова частина А1556 (м. Мукачево).

## Зовнішні джерела
- Військові частини Сухопутних військ за родами військ [Архівовано 27 червня 2016 у Wayback Machine.]
- «До кінця року кількість бригадних навчань перевищить два десятки», — генерал армії України Віктор Муженко. www.mil.gov.ua. Міністерство оборони України. 3 жовтня 2017. Архів оригіналу за 4 жовтня 2017. Процитовано 4 жовтня 2017.
- На Рівненщині бойовий іспит склала резервна бригада ЗСУ [Архівовано 30 вересня 2017 у Wayback Machine.]
- На Чернігівщині відбувся експеримент у загальновійськових підрозділах. www.mil.gov.ua. Міністерство оборони України. 15 грудня 2017. Архів оригіналу за 17 грудня 2017. Процитовано 16 грудня 2017.
- Armed Forces | MilitaryLand.net
- США підготували дев'ять бронетанкових українських бригад, ЄС забезпечив навчання більше 16 тисяч воїнів